# Epitop
Epitop (tudi antigena determinanta) je področje v makromolekuli antigena, ki ga prepozna imunski sistem. Limfociti B namreč izdelujejo protitelesa proti antigenom, vendar se protitelo ne more vezati na celoten antigen. Veže se na epitop. Predel protitelesa, ki se veže na epitop, se imenuje paratop.
En antigen po navadi vsebuje na svoji površini več različnih epitopov. Zato se zoper en antigen v organizmu sintetizira več različnih protiteles, ki napadejo antigen na različnih predelih.